# 禊 (日本)

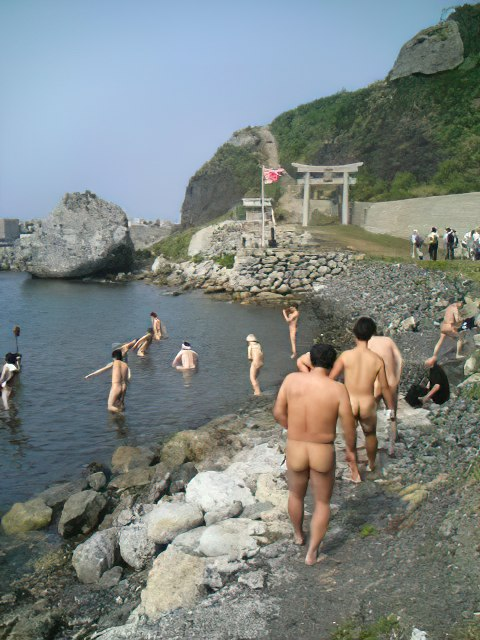
福岡縣沖之島登島前的淨身儀式「禊」

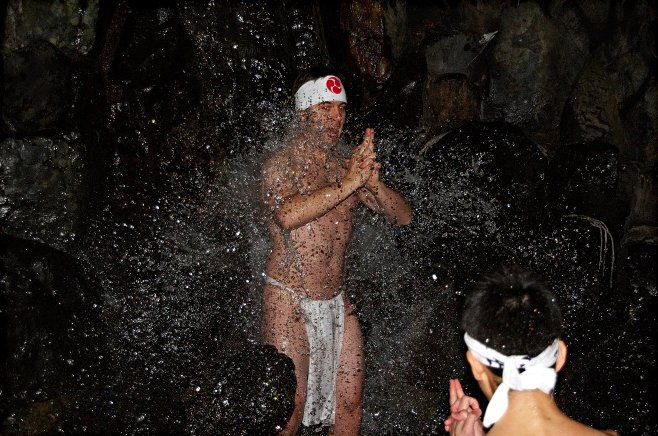
椿大神社瀑布下的夜禊

禊（日语：／ misogi */?）是日本神道仪式，以清洗全身来淨化。与另一种称为祓的神道教净化仪式有关，两者合称禊祓。
日本的禊行，男性多為穿著白色的褌，女性則為白衣。